# Браунсдорф
Браунсдорф (нем. Braunsdorf) — населённый пункт в Германии, в земле Тюрингия. Подчиняется управлению Аума-Вайдаталь района Грайц. Занимает площадь 6,18 км².

## Население
Динамика населения (по состоянию на 31 декабря):
| - 1994: 273 - 1995: 260 - 1996: 276 - 1997: 274 - 1998: 276 - 1999: 278 | - 2000: 277 - 2001: 275 - 2002: 269 - 2003: 269 - 2004: 259 - 2005: 247 | - 2006: 244 - 2007: 243 - 2008: 237 - 2009: 233 - 2010: 230 |

## История
Впервые упоминается 8 января 1441 года. Название происходит от имени Бруно — такое имя носили несколько священников расположенного неподалёку монастыря Мильденфурт.
Ранее населённый пункт имел статус коммуны. 1 декабря 2011 года вошёл в состав управления Аума-Вайдаталь.